# Vlag van Asten (Noord-Brabant)

Vlag van Asten

De vlag van Asten werd op 29 januari 1987 per raadsbesluit door de Noord-Brabantse gemeente Asten aangenomen als de gemeentelijke vlag. De vlag is ontworpen door Willem van Ham. De vlag kan als volgt omschreven worden: 
Drie banen van gelijke hoogte: wit, rood en geel, met over het geheel een zwart ankerkruis. De hoogte van het ankerkruis is gelijk aan 4/5 van de hoogte van de vlag. Het is geplaatst op 1/3 van de vlaglengte.
De kleuren en het ankerkruis komen ook voor in het wapen van Asten. Het wapen werd op 24 maart 1987 per Koninklijk Besluit aan de gemeente toegekend.

## Verwante afbeelding

Het wapen van Asten

Alphen-Chaam · Altena · Asten · Baarle-Nassau · Bergeijk · Bergen op Zoom · Bernheze · Best · Bladel · Boekel · Boxtel · Breda · Cranendonck · Deurne · Dongen · Drimmelen · Eersel · Eindhoven · Etten-Leur · Geertruidenberg · Geldrop-Mierlo · Gemert-Bakel · Gilze en Rijen · Goirle · Halderberge · Heeze-Leende · Helmond · 's-Hertogenbosch · Heusden · Hilvarenbeek · Laarbeek · Land van Cuijk · Loon op Zand · Maashorst · Meierijstad · Moerdijk · Nuenen, Gerwen en Nederwetten · Oirschot · Oisterwijk · Oosterhout · Oss · Reusel-De Mierden · Roosendaal · Rucphen · Sint-Michielsgestel · Someren · Son en Breugel · Steenbergen · Tilburg · Valkenswaard · Veldhoven · Vught · Waalre · Waalwijk · Woensdrecht · Zundert